# Kodeks 0266
Kodeks 0266 (Gregory-Aland no. 0266) – grecki kodeks uncjalny Nowego Testamentu na pergaminie, datowany metodą paleograficzną na VI wiek. Rękopis jest przechowywany w Berlinie. Tekst rękopisu jest wykorzystywany we współczesnych wydaniach greckiego Nowego Testamentu. 

## Opis
Zachował się fragment 1 pergaminowej karty rękopisu, z greckim tekstem Ewangelii Łukasza (20,19-25.30-39). Karta miała prawdopodobnie rozmiar 28 na 22 cm. Tekst jest pisany jedną kolumną na stronę, 33 linijek tekstu na stronę. 

## Tekst
Tekst rękopisu reprezentuje mieszaną tradycję tekstualną. Kurt Aland zaklasyfikował tekst rękopisu do kategorii III. 

## Historia
INTF datuje rękopis 0266 na VI wiek . 
Tekst rękopisu opublikował Kurt Treu w 1966 roku. 
Na listę greckich rękopisów Nowego Testamentu wciągnął go Kurt Aland, oznaczając go przy pomocy siglum 0266. Został uwzględniony w II wydaniu Kurzgefasste. Rękopis jest wykorzystywany w krytycznych wydaniach greckiego Nowego Testamentu (NA26, NA27, NA28 i UBS4). 
Rękopis jest przechowywany w Staatliche Museen zu Berlin (P. 17034) w Berlinie . 